# Witold Gokieli
Witold Leon Gokieli ps. „Ryszard” (ur. 10 lipca 1904 w Częstochowie, zm. 5 lipca 1956 w Warszawie) – polski inżynier, uczestnik walk o niepodległość Polski, kombatant wojny polsko-bolszewickiej, w czasie II wojny światowej oficer ZWZ-AK, powstaniec warszawski, więzień III Rzeszy, a następnie Polski Ludowej. W niektórych źródłach błędnie podawany jako Gokeli.

## Życiorys

### Okres międzywojenny
Witold Gokieli urodził się w mieszanej rodzinie, jako syn Szymona Gokielego – osiadłego przed I wojną światową w Polsce Gruzina, lekarza służącego w carskiej armii w randze pułkownika, i Lucyny Rozenfeld – Polki pochodzenia żydowskiego. Czas I wojny światowej spędził z rodziną w Gruzji. Po śmierci ojca na froncie I wojny światowej przeniósł się wraz z matką i siostrą do Warszawy, gdzie wstąpił na politechnikę. W 1920 zgłosił się na ochotnika do armii polskiej i wziął udział w obronie stolicy podczas wojny polsko-bolszewickiej. Po wojnie wrócił na przerwane studia politechniczne w Warszawie i w 1926 uzyskał dyplom inżyniera mechanika na Wydziale Mechanicznym. Za wybitne osiągnięcia w nauce otrzymał stypendium na roczny wyjazd do Francji, gdzie studiował na Sorbonie, odbywając jednocześnie praktykę we francuskich fabrykach lotniczych. Do kraju powrócił w 1927, aby objąć posadę kierownika kontroli fabrycznej w Laboratorium Obróbki Cieplnej i Dziale Normalizacji w Podlaskiej Wytwórni Samolotów, mieszczącej się w Białej Podlaskiej. Jego dalsza praca związana była ściśle z produkcją broni. Od 1930 został zatrudniony w Państwowych Wytwórniach Uzbrojenia, pracując kolejno w Fabryce Broni w Radomiu jako kierownik obróbki mechanicznej, w Fabryce Amunicji w Skarżysku jako kierownik Wydziału Remontowego, szef Działu Zapalników i szef inspekcji, wreszcie jako szef Biura Projektowego, a następnie dyrektor techniczny Fabryki Amunicji nr 2 w Dąbrowie-Borze.

### Lata 1939-1945

#### Praca kwatermistrzowska
Gokieli niemal od samego wybuchu II wojny światowej angażował się w prace polskiego podziemia, wstępując w 1940 w szeregi ZWZ pod pseudonimem „Ryszard”. Działalność tę kontynuował następnie w AK aż do upadku powstania warszawskiego.
Głównym nurtem jego działalności konspiracyjnej była – zgodnie z przedwojennymi kwalifikacjami – praca kwatermistrzowska (traktowana, zgodnie z warunkami w jakich działało polskie podziemie, nieco szerzej niż samo zaopatrzenie i obejmująca także całą produkcję na cele konspiracyjne i bojowe). Próba scentralizowania podziemnej produkcji wojskowej na potrzeby AK zaowocowała powołaniem w 1942 Wydziału (a następnie Oddziału) Produkcji Konspiracyjnej KG AK, kryptonimy: „Drzewo”, „Perkun”, „Waga”, „Cieśla” (rozkaz KG nr 468 z 8 sierpnia 1942). Praca Wydziału obejmowała nadzorowanie produkcji i naprawy oraz zakup materiałów przeznaczonych do walki bieżącej – głównie broni, ale wiadomo także, że żołnierze tej jednostki zajmowali się m.in. robieniem skrytek w mieszkaniach członków podziemia. Szefostwo Wydziału objął Witold Gokieli podlegając bezpośrednio Tadeuszowi „Borowi” Komorowskiemu (jak wspomina w swojej Armii Podziemnej sam „Bór” – przedostatni komendant AK). W funkcjonującej wówczas strukturze polskiego podziemia szef Wydziału Produkcji Konspiracyjnej podlegał bezpośrednio dwóm przełożonym. Z jednej strony szefowi Biur Wojskowych (kryptonimy: „Zeszyt”, „Teczka”, „Głóg”, „Róża”), pełniąc rolę jego II zastępcy (Gokieli był zastępcą ds. gospodarczych, szefem był Ludwik Muzyczka) oraz zastępcy szefa Biura Przemysłu (Stefana Bryły). Z drugiej zaś strony w ramach prac w Wydziale Produkcji Konspiracyjnej podlegał zastępcy komendanta AK, którym do aresztowania Stefana „Grota” Roweckiego w czerwcu 1943 był właśnie „Bór” Komorowski. Dopiero we wrześniu 1943, w ramach restrukturyzacji podziemia, cały Wydział przeszedł do IV Oddziału KG pod zwierzchnictwo kwatermistrza. Od przełomu lat 1943 i 1944 podlegał Szefowi Sztabu KG jako Oddział Produkcji Konspiracyjnej. Gokieli pod sam koniec walk powstańczych w Warszawie objął jeszcze jedno stanowisko kierownicze – został powołany 25 września przez generała „Bora” na stanowisko p.o. szefa produkcji wojennej w ramach biura Delegata MON.
Choć kwatermistrzowska praca Gokielego skupiała się w naturalny sposób w Warszawie, w której wiązały się wszystkie główne nitki struktury państwa podziemnego, „Ryszard” angażował się także w sprawy odległe zarówno geograficznie (nadzorował m.in. produkcję granatów w Kielcach – kryptonim „Krzak”, kierownik Franciszek Przeździecki), jak i funkcyjnie, zajmując się nie tylko zagadnieniami organizacyjnymi, ale również czysto technicznymi (np. kontynuacja prac nad granatami typu p-42 z zapalnikiem W-42 po otrzymaniu dokumentacji od inż. Józefa Michałowskiego). Miał także wpływ na decyzje dotyczące zdobywania materiałów na produkcję broni. Po długich dyskusjach miał m.in. wydać zezwolenie (ostateczną zgodę wyraził „Bór”, ale w gestii „Ryszarda” było zablokowanie tej sprawy w zarodku) Przeździeckiemu na realizację śmiałej akcji zdobycia chloramu w fabryce zapałek w Częstochowie. Miał wówczas powiedzieć: „Dajcie mu się wyżyć, do cholery, bo on mnie nie daje spokoju”.
Gokieli przez cały okres 1942–1944 brał udział w spotkaniach na szczycie dowództwa podziemia. Był m.in. obecny przy zatwierdzaniu produkcji peemu w marcu 1943 r. podczas narady przy ul. Chmielnej w domu inż. Ryszarda Białostockiego „Roberta”. Po wykonaniu prototypu, próbnym przestrzelaniu go na tyłach kościoła przy pl. Grzybowskim, zlikwidowaniu usterek i ponownym przestrzelaniu w Zielonce, przyszedł czas na poważniejszą próbę. Od przełożonych Białostockiego przyszedł bowiem rozkaz stawienia się (miało to miejsce we wrześniu 1943) na ul. Niecałej w celu przedstawienia nowej broni. Okazało się, iż prezentacja ma się odbyć przed płk. Augustem Emilem Fieldorfem „Nilem”, szefem Kedywu. Na spotkaniu obecny był także Gokieli.
W trakcie zaznajamiania się z budową i działaniem mechanizmów, „Nil” wyraził żal, że warunki spotkania nie pozwalają na ostateczny sprawdzian peemu. Na to jeden z podkomendnych (nie wiadomo który) zaproponował ryzykowne bądź co bądź przeprowadzenie strzelania próbnego nie opodal, na Placu Teatralnym. Zrealizowano pomysł. Pierwszy kroczył wnioskodawca z naładowanym peemem ukrytym pod płaszczem i dwoma magazynkami zapasowymi. W pewnej odległości za nim posuwała się reszta grupy. Projektodawca podszedł do trawnika na środku placu. Krążyło tu mnóstwo przechodniów, wśród których trafiali się i umundurowani. Było wczesne popołudnie. Na trawniku oddał serię strzałów, po której plac błyskawicznie opustoszał. Pozostała tylko grupka, która spokojnie się wycofała. To niezwykłe strzelanie potwierdziło, że peem działa bez zarzutu.
Gokieli prócz granatów i peemów uczestniczył także w koordynacji produkcji „stenów”. Właśnie na odprawie u „Ryszarda” (data jest sporna: wiosna 1942 lub wiosna 1943) miało nastąpić skonkretyzowanie zamierzeń w sprawie rozpoczęcia ich produkcji. W trakcie powstania warszawskiego walczył w Śródmieściu, angażując się bezpośrednio w produkcję granatów i moździerzy (wiadomo, że osobiście nadzorował prace nad wyrobem i udoskonalaniem powstańczego moździerza z ul. Wareckiej). Po upadku powstania poszedł do niewoli w oflagu II-D Gross Born (Borne Sulinowo), nr jeniecki 101788.

#### Inne prace konspiracyjne
Choć w literaturze przedmiotu „Ryszard” pojawia się głównie w kontekście prac kwatermistrzowskich, nie było to jedyne pole jego działalności w podziemiu. Najpoważniejszą pracą przed objęciem stanowisk kierowniczych w 1942 było stworzenie wraz ze Stefanem Bryłą dziesięcioletniego planu odbudowy Polski po zakończeniu wojny. Na rozkaz „Grota” w 1940 Ludwik Muzyczka stworzył Wydział Przemysłu Wojennego, którego jednym z zadań było podjęcie kwestii znacznie bardziej dalekosiężnej niż bieżące działania wojenne: problemu opracowania struktur gospodarki polskiej po odzyskaniu niepodległości.
Przygotowany przez Gokielego i Bryłę plan zakładał centralne sterowanie. Autorzy wzięli pod uwagę fakt, iż w wyniku długotrwałych działań wojennych i wyniszczenia najwartościowszej części ludności, nastąpi upadek moralny dużej części społeczeństwa, wobec czego stworzenie siatki zarządów komisarycznych wydaje się najlepszym wyjściem. Poszczególne gałęzie przemysłu miały być zrzeszone w Departamencie Produkcji. Kontrolę nad całością miał pełnić Szef Gospodarki Narodowej. Przedsiębiorstwa miały być dopiero z czasem oddawane w ręce prywatne, ewentualnie zrzeszeniom lub zakładom prywatnym. Niezależność rozwoju poszczególnych przedsiębiorstw od wpływu pojedynczych osób miały gwarantować Samorządy Gospodarcze składające się z rad lub izb powiatowych, wojewódzkich i izb naczelnych. Stawki dla robotników miały opierać się na pensji gwarantowanej, pozostawiając poszczególnym przedsiębiorstwom wolne pole do jej podnoszenia.
Jak zatem widać, był to program państwa socjalistycznego. Fakt ten, choć może dziwić współcześnie, podyktowany był ówczesnymi realiami. W warunkach okupacyjnych, gdy ludzie byli zmuszeni pomagać sobie nawzajem i kierować się wspólnym interesem niezależnie od przedwojennego statusu społecznego, w dobie kryzysu zaufania wobec rządu sanacyjnego, wreszcie w perspektywie powojennego chaosu w kraju, zmiana sympatii ideologicznych na lewicowe była czymś naturalnym. Jak w swojej publikacji z 1973 r. podaje Szarota, wyjątku nie stanowił tutaj także sam komendant ZWZ-AK Stefan Rowecki:
Jakże charakterystyczne są tu słowa późniejszego komendanta Armii Krajowej, Stefana Roweckiego, wypowiedziane już w listopadzie 1939 roku: „Przyszła Polska musi być czerwona, chłopsko-robotnicza! Jeśliby tak miało być, jak było – to niech to szlag trafi.”
Choć w późniejszym wydaniu z 2010 r. tej samej książki Szarota zrezygnował z przytoczenia słów „Grota”, sama część dotycząca zmian światopoglądowych pozostała bardzo zbliżona:
Proces radykalizacji postaw obejmował przede wszystkim warstwę inteligencji, wyciągającej wnioski zarówno z klęski sanacyjnego reżimu, jak i okupacyjnych doświadczeń. Krytyczna ocena przeszłości doprowadziła do powstania programu reform i przekształceń ustrojowych, których przeprowadzenie w wolnej ojczyźnie uznane zostało przez przygniatającą większość społeczeństwa za warunek pomyślnego rozwoju państwa i narodu polskiego.
i dalej:
Lata wojny i okupacji zapisały się w narodowej pamięci pasmem najtragiczniejszych przeżyć, doświadczeń i cierpień. Ale jednocześnie właśnie w owych „czasach pogardy” zrodziła się piękna wizja społecznej sprawiedliwości, równości i braterstwa – idea socjalistycznego humanizmu.
Gokieli nie pozostawił po sobie wspomnień, a relacje o jego podziemnej działalności wykraczającej poza prace kwatermistrzowskie są dość wyrywkowe. Wiadomo np., że uczestniczył jako obserwator w przygotowaniach do słynnej akcji „Wieniec” – pierwszego aktu sabotażu zakrojonego na szeroką skalę. Wiemy także, iż zabierał głos w kwestiach organizacji struktur podziemia (był m.in. jednym z aktywniejszych oponentów scalenia pionu wojskowego z Delegaturą Rządu na Kraj). Z wszystkich tych relacji wyłania się jednak wyraźnie obraz przedwojennego polskiego inteligenta, zaangażowanego w szeroki wachlarz prac niepodległościowych, obejmujący pracę administracyjną, organizacyjną, a także czysto techniczną na granicy akcji bojowych.

### Okres powojenny
Z niewoli niemieckiej Gokieli wrócił w 1945 i od razu wznowił swoją pracę w przemyśle zbrojeniowym. Przez dwa lata był zatrudniony jako dyrektor techniczny w Centralnym Zarządzie Przemysłu Zbrojeniowego, zaś po jego upadku, w latach 1947–1949, na identycznym stanowisku w Dyrekcji Średniego Precyzyjnego Przemysłu Maszynowego Centralnego Zarządu Przemysłu Metalowego „Prozamet”. Niezależnie od powyższych funkcji był także zastępcą przewodniczącego Wydziału Mechaniki i członkiem Rady w Polskim Komitecie Normalizacyjnym (lata 1948 – 1949), zaś przez niecały rok 1949 – doradcą w Biurze Projektowania Fabryk Przemysłu Metalowego.
We wrześniu 1949 Gokieli został aresztowany na podstawie fałszywych oskarżeń i osadzony w areszcie śledczym Ministerstwa Bezpieczeństwa Publicznego na ul. Rakowieckiej w Warszawie. Postawione mu zarzuty obejmowały rozpracowywanie ruchu lewicowego przez AK w czasie wojny, następnie sabotaż przy budowie fabryki trotylu w Pionkach, wrogi stosunek do nowej rzeczywistości i Związku Radzieckiego oraz, najpoważniejszy, kontynuowanie działalności konspiracyjnej, mającej na celu zmianę ustroju Polski Ludowej przy użyciu siły. Przez niespełna pięć lat był przetrzymywany bez wyroku jako więzień śledczy w areszcie prewencyjnym. Przez ten czas sporządzono kilkadziesiąt protokołów z przesłuchań i konfrontacji, na których widnieje wiele nazwisk zmieniających się wraz z tokiem dochodzenia osób, które kierowały śledztwem. Na pewnym odcinku postępowania widnieje także nazwisko Heleny Wolińskiej, znanej ze zbrodniczych procesów przeciwko członkom AK. Przez cały okres pobytu w więzieniu „Ryszard” nie przyznał się do stawianych mu zarzutów i nie obciążył zeznaniami żadnego ze swoich towarzyszy.
Jak przyznał sam Gokieli po wyjściu z więzienia, przez cały ten czas nie był bity, jednak stosowano wobec niego inne, typowe dla ówczesnego aparatu, tortury. Trzymany był w pojedynczej celi, gdzie w czasie choroby katowano go brakiem snu – gdy próbował położyć się lub usiąść na pryczy, strażnik polewał go wodą. Był też niejednokrotnie stawiany pod ścianą z rękami w górze, za których opuszczenie dźgano go bagnetem. Listy od żony nie przychodziły przez trzy i pół roku. Rzeczy w paczkach, które od niej dostawał, były regularnie niszczone, jak np. tytoń, który mieszano mu z cukrem. Z więzienia wypuszczono go w grudniu 1954. Rozpoczął wówczas pracę jako wykładowca na Wydziale Mechanicznym Politechniki Warszawskiej. Na skutek wycieńczenia organizmu zmarł jednak wkrótce, 5 lipca 1956 roku. Zrehabilitowany w 1957 roku.
Odznaczony m.in. Orderem Virtuti Militari (10 kwietnia 1944) oraz dwukrotnie Złotym Krzyżem Zasługi (1946, 1947).